# Snogebæk
Snogebæk – miejscowość w Danii na południowo-wschodniej części wyspy Bornholm.

## Położenie
Snogebæk leży w południowo-wschodniej części Bornholmu, nieopodal Nexø, nad Bałtykiem

## Historia
Pierwsze pisemne wzmianki o Snogebæk pochodzą z 1555 roku, ale najprawdopodobniej obszar ten był zamieszkany od średniowiecza. Pierwotnie prawdopodobnie składał się z kilku rozproszonych drobnych gospodarstw utrzymujących się z rolnictwa i rybołówstwa. Pierwszy port został zbudowany na wybrzeżu przez rybaków w 1869 roku. W 1889 roku, ukończono nowy port na wyspie, połączony z brzegiem drewnianą kładką o długości około 100 metrów. 